# Annelövs församling
Annelövs församling var en församling i Lunds stift och i Landskrona kommun. Församlingen uppgick 2006 i Saxtorp-Annelövs församling.

## Administrativ historik
Församlingen har medeltida ursprung. 
Församlingen var till 1962 annexförsamling i pastoratet Södervidinge och Annelöv som från 1 maj 1929 även omfattade Norrvidinge och Dagstorps församlingar. Från 1962 till 10 mars 1977 ar den annexförsamling i pastoratet Västra Karaby, Saxtorp, Annelöv och Dagstorp för att därefter till och med 2005 vara annexförsamling i pastoratet Saxtorp och Annelöv som till och med 1991 även omfattade Västra Karaby och Dagstorps församlingar. Församlingen uppgick 2006 i Saxtorp-Annelövs församling.

## Kyrkor
- Annelövs kyrka